# Богати сиромах
Богати сиромах је двадесет девети музички албум српског певача Шабана Шаулића. Објављен је на компакт диск издању 2006. године за издавачку кућу ПГП РТС. На албуму се налази осам песама, које су снимљене у студију Accordeon.

## Песме
| Бр. | Назив песме           | Трајање |
| --- | --------------------- | ------- |
| 1.  | Богати сиромах        | 04:42   |
| 2.  | Сношти                | 03:06   |
| 3.  | Иде Миле              | 04:18   |
| 4.  | Далеко је сунце       | 03:30   |
| 5.  | Цвета                 | 04:25   |
| 6.  | Завичајна песма       | 03:33   |
| 7.  | Ајд' идемо Радо       | 02:40   |
| 8.  | Колико је широм света | 05:57   |